# Isaiah Stevens
Isaiah Stevens (Allen, Texas, 1 de noviembre de 2000) es un baloncestista estadounidense que pertenece a la plantilla de los Miami Heat de la NBA, con un contrato dual que le permite jugar además en su filial de la G League, los Sioux Falls Skyforce. Con 1,83 metros de estatura, juega en la posición de base.

## Trayectoria deportiva

### Universidad
Jugó cinco temporadas con los Rams de la Universidad Estatal de Colorado, en las que promedió 15,4 puntos, 5,6 asistencias, 3,4 rebotes y 1,0 robos de balón por partido. En su primera temporada fue elegido mejor novato del año de la Mountain West Conference, y en 2021, al año siguiente, fue incluido en el mejor quinteto de la conferencia, algo que repetiría en 2023 y 2024.
El 2 de enero de 2024 sobrepasó la marca de 2.000 puntos anotados en su carrera.

#### Estadísticas
| Año     | Equipo         | PJ  | PT  | MPP  | %TC  | %3P  | %TL  | RPP | APP | ROB | TPP | PPP  |
| ------- | -------------- | --- | --- | ---- | ---- | ---- | ---- | --- | --- | --- | --- | ---- |
| 2019–20 | Colorado State | 32  | 32  | 32.6 | .467 | .380 | .816 | 3.1 | 4.5 | .8  | .1  | 13.3 |
| 2020–21 | Colorado State | 28  | 27  | 35.2 | .465 | .427 | .865 | 4.3 | 5.4 | 1.1 | .1  | 15.3 |
| 2021–22 | Colorado State | 31  | 31  | 34.7 | .461 | .377 | .902 | 3.2 | 4.7 | 1.2 | .1  | 14.7 |
| 2022–23 | Colorado State | 26  | 26  | 36.8 | .465 | .378 | .862 | 3.4 | 6.7 | .8  | .3  | 17.9 |
| 2023–24 | Colorado State | 36  | 36  | 34.8 | .474 | .440 | .836 | 3.2 | 6.8 | 1.2 | .2  | 16.0 |
| Total   | Total          | 153 | 152 | 34.7 | .467 | .402 | .854 | 3.4 | 5.6 | 1.0 | .1  | 15.4 |

### Profesional
Tras no ser elegido en el Draft de la NBA de 2024, el 6 de julio firmó un contrato a prueba con los Miami Heat, pero fue despedido el 19 de octubre. El 18 de octubre se unió a su filial en la G League, los Sioux Falls Skyforce, y el 26 de diciembre firmó un contrato dual con los Heat. Pasó la mayor parte de la temporada con el equipo filial. Debutó en la NBA el 29 de marzo de 2025 ante Philadelphia 76ers y apenas disputó tres encuentros con el primer equipo en su primera temporada como profesional.

## Estadísticas de su carrera en la NBA

### Temporada regular
| Año     | Equipo | PJ | PT | MPP | %TC  | %3P  | %TL | RPP | APP | ROB | TPP | PPP |
| ------- | ------ | -- | -- | --- | ---- | ---- | --- | --- | --- | --- | --- | --- |
| 2024-25 | Miami  | 3  | 0  | 2.0 | .000 | .000 | –   | .7  | .0  | .3  | .0  | .0  |
| Total   | Total  | 3  | 0  | 2.0 | .000 | .000 | –   | .7  | .0  | .3  | .0  | .0  |